# 佐藤智美 (グラフィックデザイナー)
佐藤 智美（さとう ともみ、1970年1月24日 - ）は日本の女性グラフィックデザイナー、画家。血液型はAB型。

## 経歴
1970年に出生。武蔵野美術大学造形学部油絵学科卒業。編集プロダクション、広告制作会社を経て、2000年より、フリーランスのグラフィックデザイナーとして活動を開始。
2005年よりデジタルアートの制作に取り組み、現在、国内外で展覧会活動を行っている。。

## 著書
- 運命のプロローグ（健友館、2001年1月、ISBN 9784773705263）